# Chondrostei
Los condrósteos (Chondrostei, del griego χόνδρος, "cartílago" y οστό, "hueso") es una de las dos subclases de la clase Actinopterygii de peces óseos. Se caracterizan por un esqueleto fundamentalmente cartilaginoso con algo de osificación. Se consideraba un grupo parafilético, debido a que se consideraban a los bichires como condrósteos, pero los bichires se reclasificaron en su propia subclase (Cladistia). Convirtiendo a los condrósteos en un grupo monofilético.
Actualmente se piensa que los antecesores de los condrósteos eran peces óseos Osteichthyes, pero que esta característica de la osificación en su desarrollo se perdió a lo largo de la evolución, dando como resultado un aligeramiento del esqueleto. Las especies de condrósteos más primitivas muestran inicios de osificación de su esqueleto, lo que sugiere que este proceso fue desapareciendo en estos peces.
A este grupo hace tiempo se les clasificaba dentro de los tiburones: las similitudes eran obvias, no solo la pérdida de hueso en la mayoría de los condrósteos, también la estructura de la mandíbula es más parecida a la de los tiburones que a la de otros peces óseos, y en ambos faltan las escamas (excluyendo a los esturiones). Sin embargo el registro fósil sugiere que estos peces tienen más en común con los teleósteos de lo que apariencia externa parece sugerir. Características comunes adicionales incluyen los espiráculos (en esturiones) y la cola heterocerca (la extensión de las vértebras por el interior del lóbulo más grande de la aleta caudal.

## Clasificación
Los condrósteos se dividen en dos órdenes:
- Orden Acipenseriformes
- Orden Chondrosteiformes[3]